# Amango: el sueño se hizo realidad
Amango: el sueño se hizco realidad es el primer álbum de estudio del grupo juvenil chileno Amango.
Este CD salió a la venta en julio de 2007, mientras la serie del mismo nombre hacía furor en la televisión chilena.

## Lanzamiento
El lanzamiento del CD fue efectuado el 27 de julio de 2007, en Feria Mix del Paseo Ahumada a las 19:00.

## Promoción
El Primer sencillo del álbum, "Nuestro sueño", fue lanzado el sábado 21 de junio, en el primer capítulo de la serie luego de que todos recibieran la noticia de haber quedado en la academia Le Blanc, al estilo High School Musical.  

## Conciertos
Fue tanto el furor que causó la banda sonora que se llevaron a cabo 6 conciertos, en 2 fechas distintas, en el teatro Teletón. La primera fecha fue el domingo 30 de septiembre de 2007, la función estaba fijada a las 17:00, pero la venta excesiva de entradas obligó a los productores agregar otra función, la que tuvo lugar a las 19:00 y a las 15:00 respectivamente.
La segunda fecha fue el domingo 7 de octubre de 2007, la cual tenía 3 funciones; 15:00, 17:00 y 19:00 en el Teatro Teletón.

## Lista de canciones
| EDICIÓN NACIONAL |                   |       |
| Chile            |                   |       |
| 1                | "Destino"         | 03:35 |
| 2                | "Sueños"          | 02:57 |
| 3                | "Nuestro sueño"   | 03:47 |
| 4                | "Nuevo día"       | 02:55 |
| 5                | "Romeo y Julieta" | 03:26 |
| 6                | "Creer en mí"     | 02:49 |
| 7                | "Princesa"        | 02:59 |
| 8                | "Magdalena"       | 02:44 |
| 9                | "Vivir así"       | 03:02 |
| 10               | "Volar"           | 03:32 |

## Sencillos
1. “Nuestro sueño”
2. “Nuevo día”
3. “Destino”
4. “Vivir así”